# Belvianes-et-Cavirac
Belvianes-et-Cavirac é uma comuna francesa na região administrativa de Occitânia, no departamento de Aude. Estende-se por uma área de 11,68 km². Em 2010 a comuna tinha 254 habitantes (densidade: 21,7 hab./km²).